# Detecção de colisão
Detecção de colisão, em simulações físicas, jogos e geometria computacional, envolve algoritmos para verificação de colisões, como em intersecções de dois corpos sólidos. Simulando o que acontece quando uma colisão é detectada é chamada de "resposta de colisão".
Algoritmos de detecção de colisão são componentes básicos de motores de jogo. Sem eles, personagens poderiam atravessar paredes e outros obstáculos. O algoritmo verifica se dois ou mais objetos possuem todas as suas coordenadas iguais (interseção), e/ou se dois ou mais objetos possuem todas as suas coordenadas muito próximas (colisão). Em jogos 2D, são duas coordenadas: X e Y; em 3D, são três: X, Y e Z.